# Hlai jezik
Hlai jezik (ostali nazivi: li, dai, day, lai, la, loi, le, dli, bli, klai, slai; ISO 639-3: lic), najvažniji jezik skupine hlai, tajske porodice, kojim hovori oko 667 000 pripadnika (1999 Ouyang Jueya) etničke grupe Li u planinskim predjelima središnjeg i južnog dijela otoka Hainan u Kini. 
Jezik ima nekoliko dijalekata, a za neke se čini da su posebni jezici. Najvažniji dijalekt je ha (432 000), ostali su qi (178 000), bendi (44 000), Meifu (30 000). James Matisoff nabrojao ih je 8, viz.: baoding, xifang, tongshi, baisha, qiandiu, heitu, yuanmen i baocheng. Hlai mogu govoriti i neki Kinezi koji žive u susjedstvu ove etničke grupe. 

## Vanjske poveznice
- Ethnologue (14th)
- Ethnologue (15th)
- LLOW  Arhivirana inačica izvorne stranice od 14. ožujka 2012. (Wayback Machine)